# Węgierska Formuła 2000 Sezon 2013
Węgierska Formuła 2000 Sezon 2013 – dwudziesty drugi sezon Węgierskiej Formuły 2000.

## Kalendarz wyścigów
| Runda | Data            | Tor           | Pole position     | Najszybsze okrążenie | Zwycięzca (kierowcy) | Zwycięzca (zespoły)    |
| ----- | --------------- | ------------- | ----------------- | -------------------- | -------------------- | ---------------------- |
| 1     | 27 kwietnia     | Hungaroring   | Christopher Höher | Christopher Höher    | Christopher Höher    | Franz Wöss Racing Team |
| 2     | 28 kwietnia     | Hungaroring   | Christopher Höher | Christopher Höher    | Christopher Höher    | Franz Wöss Racing Team |
| 3     | 15 czerwca      | Pannónia-Ring | ?                 | Christopher Höher    | Christopher Höher    | Franz Wöss Racing Team |
| 4     | 16 czerwca      | Pannónia-Ring | ?                 | Christopher Höher    | Christopher Höher    | Franz Wöss Racing Team |
| 5     | 24 sierpnia     | Slovakiaring  | Christopher Höher | Christopher Höher    | Christopher Höher    | Franz Wöss Racing Team |
| 6     | 25 sierpnia     | Slovakiaring  | Christopher Höher | Christopher Höher    | Christopher Höher    | Franz Wöss Racing Team |
| 7     | 14 września     | Slovakiaring  | ?                 | Krisztián Fekete     | Krisztián Fekete     | Feke-Team              |
| 8     | 15 września     | Slovakiaring  | ?                 | Krisztián Fekete     | Balázs Pődör         | Feke-Team              |
| 9     | 11 października | Hungaroring   | ?                 | Krisztián Fekete     | Krisztián Fekete     | Feke-Team              |
| 10    | 12 października | Hungaroring   | ?                 | Christopher Höher    | Christopher Höher    | Franz Wöss Racing Team |
| 11    | 13 października | Hungaroring   | ?                 | Christopher Höher    | Christopher Höher    | Franz Wöss Racing Team |

## Klasyfikacja kierowców
| Legenda oznaczeń w tabelach wyników Wyświetl szablon na nowej stronie | Legenda oznaczeń w tabelach wyników Wyświetl szablon na nowej stronie                                                                     |
| Oznaczenie                                                            | Wyjaśnienie |
| --------------------------------------------------------------------- | --- |
| Złoty                                                                 | Zwycięzca lub mistrzostwo |
| Srebrny                                                               | 2. miejsce lub wicemistrzostwo |
| Brązowy                                                               | 3. miejsce lub II wicemistrzostwo |
| Zielony                                                               | Ukończył, punktował (w klasyfikacji generalnej, gdy zdobył co najmniej jeden punkt na przestrzeni sezonu, poza trzema powyższymi opcjami) |
| Niebieski                                                             | Ukończył, nie punktował (w klasyfikacji generalnej, gdy nie zdobył co najmniej jednego punktu na przestrzeni sezonu)                      |
| Czerwony                                                              | Nie zakwalifikował się (NZ) |
| Czerwony                                                              | Nie prekwalifikował się (NPK) |
| Różowy                                                                | Nie ukończył (NU) |
| Różowy                                                                | Niesklasyfikowany (NS) (w klasyfikacji generalnej, gdy nie został sklasyfikowany w żadnym wyścigu sezonu)                                 |
| Czarny                                                                | Zdyskwalifikowany (DK) |
| Czarny                                                                | Wykluczony (WYK/EX) |
| Biały                                                                 | Nie wystartował (NW) |
| Biały                                                                 | Kontuzjowany (K/INJ) |
| Biały                                                                 | Wyścig odwołany (OD/C) |
| Bez koloru                                                            | Został wycofany (WYC/WD) |
| Bez koloru                                                            | Nie przybył (NP/DNA) |
| Bez koloru                                                            | Nie brał udziału w treningach (NT/DNP) |
| Bez koloru                                                            | Nie został zgłoszony (–) |
| Pogrubienie                                                           | Start z pole position |
| Kursywa                                                               | Najszybsze okrążenie wyścigu |
| †                                                                     | Nie ukończył, ale jego rezultat został zaliczony ze względu na przejechanie więcej niż 90% dystansu wyścigu.                              |
| *                                                                     | Sezon w trakcie |
| 1/2/3                                                                 | Punktowana pozycja w sprincie kwalifikacyjnym                                                                                             |
| Lista systemów punktacji Formuły 1                                    | |

| Poz. | Kierowca          | Zespół                 | HUN | HUN | PAN | PAN | SVK | SVK | SVK | SVK | HUN | HUN | HUN | Punkty |
| ---- | ----------------- | ---------------------- | --- | --- | --- | --- | --- | --- | --- | --- | --- | --- | --- | ------ |
| 1    | Christopher Höher | Franz Wöss Racing Team | 1   | 1   | 1   | 1   | 1   | 1   | -   | -   | DK  | 1   | 1   | 80     |
| 2    | Balázs Pődör      | Feke-Team              | 3   | 9   | 3   | 3   | 2   | 2   | 2   | 1   | 2   | 3   | 3   | 72     |
| 3    | Krisztián Fekete  | Feke-Team              | 2   | 4   | NU  | NW  | NU  | NW  | 1   | 3   | 1   | 2   | 2   | 55     |
| 4    | Márk Királykúti   | Formula Car Team       | 5   | 3   | 4   | 5   | 5   | 5   | 3   | 2   | NU  | 4   | 4   | 51     |
| 5    | Chanoch Nissany   | G-Kart Team            | 4   | 2   | 2   | 2   | 4   | 4   | -   | -   | 3   | NW  | NW  | 45     |
| 6    | László Eszenyi    | Formula Car Team       | 6   | 5   | 5   | NU  | 6   | 6   | 4   | 4   | NU  | 5   | 5   | 35     |
| 7    | Oliver Ofner      | Feke-Team              | 7   | 7   | -   | -   | 8   | 8   | 5   | 5   | 5   | 7   | 9   | 20     |
| 8    | Szabolcs Galambos | Feke-Team              | 8   | 6   | 7   | 7   | 7   | 7   | NU  | 7   | 6   | 9   | 8   | 18     |
| 9    | Dominik Fekete    | Feke-Team              | -   | -   | NU  | NW  | -   | -   | 6   | 6   | 4   | 6   | 6   | 17     |
| 10   | Zsolt Balogh      | HF Racing              | NU  | 8   | 6   | 4   | 9   | 9   | 8   | 8   | 7   | 8   | 7   | 16     |
| 11   | Tamás Kőszegi     | G-Kart Team            | -   | -   | -   | -   | 3   | 3   | -   | -   | -   | -   | -   | 12     |
| 12   | Ferenc Rátkai     | Formula Car Team       | 9   | NW  | 8   | 6   | -   | -   | 7   | NW  | -   | -   | -   | 6      |